# Dore Gold
Dore Gold (hebrejsky דורי גולד‎; 25. července 1953, Hartford, USA – 3. března 2025) byl izraelský diplomat a od května 2015 generální ředitel na izraelském ministerstvu zahraničních věcí. Od roku 2000 byl rovněž prezidentem think tanku Jerusalem Center for Public Affairs. Účastnil se řady jednání v rámci izraelsko-palestinského mírového procesu a byl poradcem izraelských premiérů Benjamina Netanjahua a Ariela Šarona. V letech 1996 až 1999 působil jako izraelský velvyslanec při Organizaci spojených národů.

## Biografie
Narodil se v Hartfordu ve státě Connecticut ve Spojených státech amerických a vyrůstal v konzervativní židovské rodině. Studoval na ortodoxní ješivě v Hartfordu, V 70. letech na Northfield Mount Hermon School a univerzitní studia absolvoval na Kolumbijské univerzitě, kde získal nejprve bakalářský a magisterský titul z politologie, a následně doktorát z politologie a blízkovýchodních studií. Během studií se věnoval arabštině a specializoval se na mezinárodní právo. V dizertační práci se věnoval Saúdské Arábii. Jeho bádání mu poskytlo podklad k jeho knize Hatred's Kingdom: How Saudi Arabia Supports the New Global Terrorism, vydané v roce 2003, jež se stala bestsellerem. V roce 1980 přesídlil do Izraele, kde žije v Jeruzalémě s manželkou Ofrou a dvěma dětmi.
Po příchodu do Izraele působil na Telavivské univerzitě a v letech 1987 až 1996 působil jako ředitel U.S. Foreign and Defense Policy Project na Jaffee Center for Strategic Studies. V roce 1991 byl poradcem izraelské delegace na Madridské mírové konferenci a poté i během následujících izraelsko-palestinských a arabsko-izraelských mírových jednání. Mezi červnem 1996 a červnem 1997 působil jako zahraničněpolitický poradce izraelského premiéra Benjamina Netanjahua, měl na starosti jednání s Palestinskou samosprávou, Egyptem, Jordánskem a dalšími zeměmi arabského světa, a osobně se podílel na jednáních, která vyústila k uzavření tzv. Hebronského protokolu. V letech 1996 až 1999 byl Dore Gold izraelským velvyslancem při Organizaci spojených národů. V této době se zároveň účastnil mírových jednání, jakožto člen izraelské delegace, které vyústily v memorandum od Wye River.
Od roku 2000 je ředitelem jeruzalémského think tanku Jerusalem Center for Public Affairs. Zároveň v letech 2001 až 2003 působil jako poradce izraelského premiéra Ariela Šarona, a zúčastnil se tak mimo jiné mírového summitu v egyptské Akabě. Od roku 2013 je poradcem izraelského premiéra Benjamina Netanjahua v jeho druhém funkčním období. Tentokráte však pro vztahy Izraele se Spojenými státy, OSN a pro problematiku íránského jaderného programu. V květnu 2015 byl po ustavení nové izraelské vlády jmenován generálním ředitelem na ministerstvu zahraničních věcí.

## Dílo
Dore Gold je autorem četných publikací, věnující se problematice Blízkého východu. Mezi ně patří mimo jiné:
- The Rise of Nuclear Iran: How Tehran Defies the West. Washington: Regnery, 2009. Dostupné online. ISBN 1-59698-571-2. (anglicky)
- The Fight for Jerusalem:  Radical Islam, the West, and the Future of the Holy City. Washington: Regnery, 2007. 372 s. Dostupné online. ISBN 978-1596980297. (anglicky)
- Tower of Babble: How the United Nations Has Fueled Global Chaos. New York: Three Rivers Press, 2005. 328 s. Dostupné online. ISBN 9781400054947. (anglicky)
- Hatred's Kingdom: How Saudi Arabia Supports the New Global Terrorism. Washington: Regnery, 2003. 309 s. Dostupné online. ISBN 0-89526-135-9. (anglicky)
- American Military Strategy in the Middle East: The Implications of the US Regional Command Structure (CENTCOM) For Israel. Tel Aviv: Ministry of Defense Publications, 1993. (anglicky)
- Israel as an American Non-NATO Ally: Parameters of Defense and Industrial Cooperation. Boulder: Westview Press, 1992. 88 s. ISBN 9653560247. (anglicky)

V roce 2014 vyšla v češtině jeho kniha The Fight for Jerusalem: Radical Islam, the West, and the Future of the Holy City:
- Boj o Jeruzalém: Radikální islám, Západ a budoucnost Svatého města. Překlad Gita Zbavitelová. Praha: Garamond, 2014. 384 s. ISBN 978-80-7407-220-8.